# شبحی در تختخوابم هست
شبحی در تختخوابم هست (اسپانیایی: Hay un fantasma en mi cama‎؛ ‏ایتالیایی: C'è un fantasma nel mio letto) یک فیلم کمدی سکسی سبک ایتالیایی به کارگردانی کلاودیو جرجی است که در سال ۱۹۸۱ منتشر شد. این فیلم، آخرین فیلمی بود که توسط کلاودیو جرجی کارگردانی شد.

## گزیدهٔ بازیگران
- لی‌لی کاراتی
- وینچنتسو کروچیتی
- رنتسو مونتانیانی
- لوچانا تورینا